# Урюпинский сельский округ
Урю́пинский се́льский окру́г (каз. Урюпин ауылдық округі) — административная единица в составе Аккольского района Акмолинской области Казахстана. 
Административный центр — село Урюпинка.

## История
В 1989 году существовал как — Урюпинский сельсовет (сёла Урюпинка, Амангельды, Ерназар, Ерофеевка, Красный Бор, Малоалександровка).
В периоде 1991—1998 годов:
- сельсовет был преобразован в сельский округ в соответствии с реформами административно-территориального устройства Республики Казахстан;
- село Ерназар было передано в административное подчинение Аккольской городской администрации.

Решением Акмолинского областного маслихата, акима Акмолинской области от 6 июля 2001 года № С-10-10/135 «Об упразднении отдельных административно-территориальных единиц» (зарегистрированное управлением юстиции Акмолинской области 15 августа 2001 г. N 711):
- село Бегачёвка было переведено в категорию иных поселений, и исключено из учётных данных.

Постановлением акимата Акмолинской области от 10 декабря 2009 года № а-13/533 и решением Акмолинского областного маслихата от 10 декабря 2009 года № 4С-19-6 «О переименовании некоторых населенных пунктов и сельских округов Акмолинской области по Аккольскому и Целиноградскому районам» (зарегистрированное Департаментом юстиции Акмолинской области 20 января 2010 года № 3346):
- село Красный бор было переименовано в село Талкара.

## Население
| Численность населения | Численность населения | Численность населения |
| 1989                  | 1999                  | 2009                  |
| --------------------- | --------------------- | --------------------- |
| 4062                  | ↘3232                 | ↘2622                 |

## Состав
| № | Населённый пункт  | Тип населённого пункта       | Население, 1989 | Население, 1999 | Население, 2009 |
| - | ----------------- | ---------------------------- | --------------- | --------------- | --------------- |
| 1 | Амангельды        | село                         | 410             | 310             | 299             |
| 2 | Бегачёвка         | село, упразднено             | -               | -               | -               |
| 3 | Ерофеевка         | село                         | 559             | 433             | 167             |
| 4 | Малоалександровка | село                         | 389             | 481             | 245             |
| 5 | Талкара           | село                         | 392             | 359             | 321             |
| 6 | Урюпинка          | село, административный центр | 2 102           | 1 649           | 1 590           |

## Местное самоуправление
Аппарат акима Урюпинского сельского округа — село Урюпинка, улица Кенесары, 68.
- Аким сельского округа — Досмухаметов Айдос Женисович[1].
- Депутат Аккольского районного маслихата по Урюпинскому сельскому округу — Зулкарнаева Нурбол Нурбайулы[11].